# Deserto della depressione caspica
Il deserto della depressione caspica (codice ecoregione: PA1308) è un'ecoregione che comprende il deserto costiero (dune di sabbia, solonchak, takyr argillosi) che si estende lungo le sponde settentrionali e orientali del mar Caspio, il più grande specchio d'acqua interno del mondo (400 000 km²). Il mar Caspio è considerato una regione zoogeografica a parte a causa della diversità, della specificità e degli endemismi della sua fauna. Le acque del Caspio ospitano 400 specie animali endemiche, tra cui la foca del Caspio (Pusa caspica) e vari storioni (il 90% del pescato mondiale). Le coste forniscono importanti siti per molti uccelli nidificanti e migratori come fenicotteri, oche, anatre, gabbiani, sterne e cigni. Molte compagnie internazionali stanno esplorando la regione alla ricerca di petrolio e gas.

## Territorio

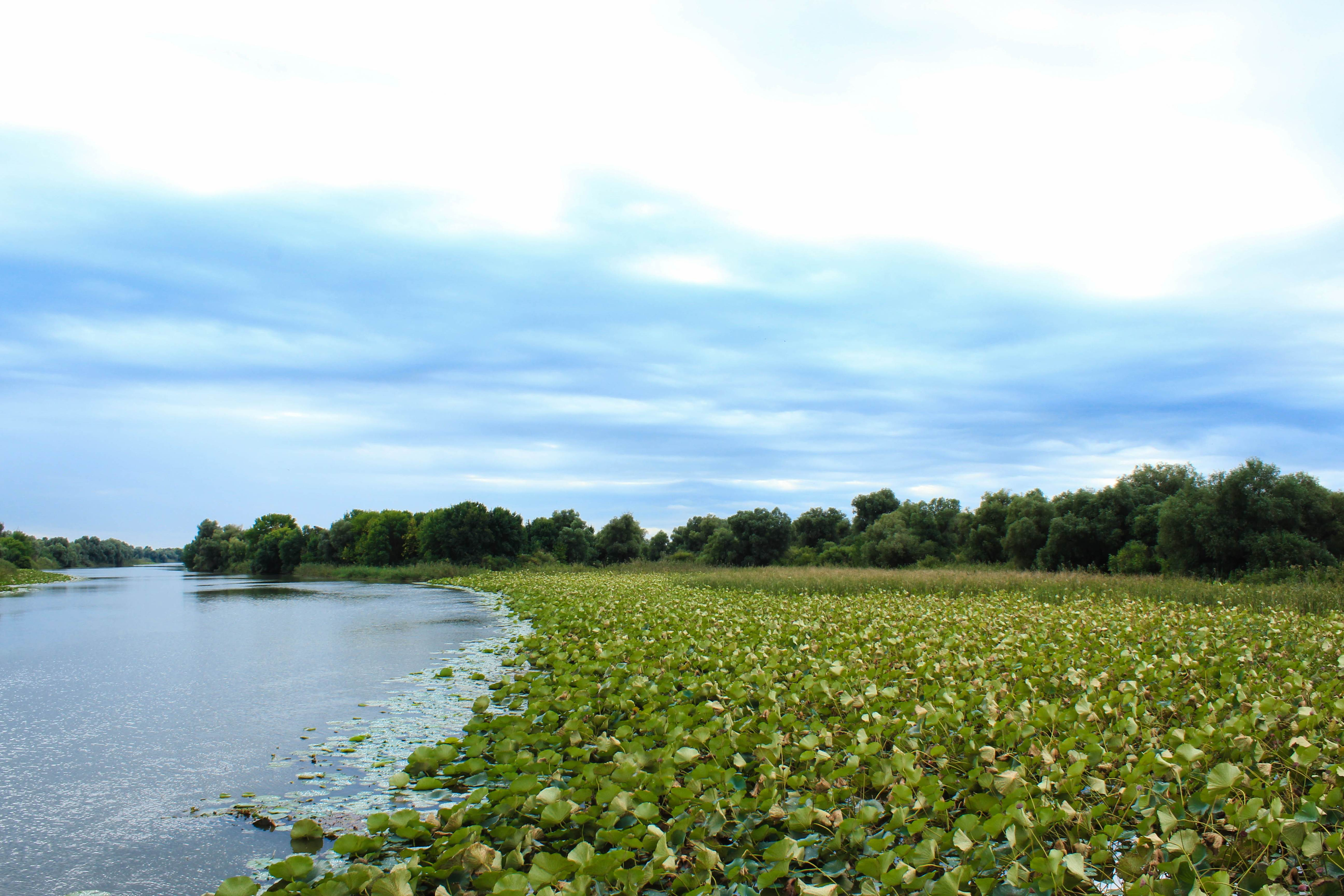
Le zone umide alla foce del Volga.

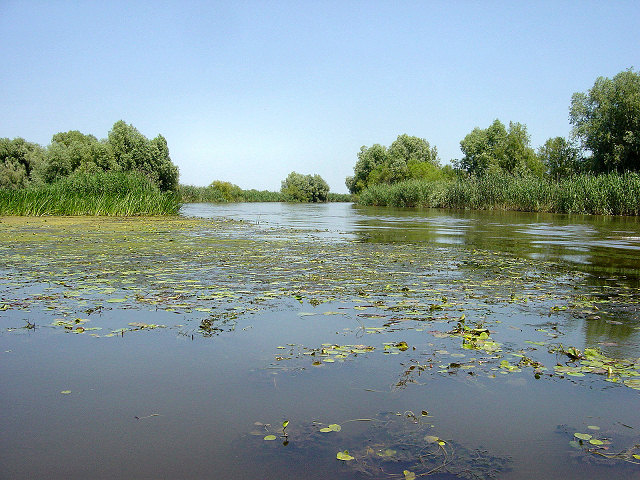
Uno dei tanti bracci del delta del Volga.

La depressione caspica è situata lungo le coste settentrionali e orientali del mar Caspio ad altitudini comprese tra -28 e 100 m sul livello del mare. Quattro fiumi attraversano la regione facendosi strada verso il Caspio: il Volga, l'Ural e l'Emba a nord e l'Atrek a sud-est. La piattaforma continentale nelle zone adiacenti alla costa è situata ad una profondità molto bassa: l'isobata di 10 m si estende da 10 a 20 km dalla costa. La fascia costiera è costituita da sedimenti marini di epoca cenozoica e quaternaria. Ad est della depressione caspica, in Turkmenistan, si trovano le basse catene montuose del Grande e del Piccolo Balkhan; a nord-est si estendono gli altipiani di Krasnovodsk, di Ustyurt e di Mangyshlak. Questi altopiani formano spesso scarpate spettacolari (falesie). Particolarmente impressionante è la falesia di Kulandagh che si affaccia sulla baia di Kara-Bogaz-Gol (alta 300-320 m). La maggior parte della depressione è stata sommersa dal mare fino ad epoca relativamente recente. Creste di sabbia e dune di sabbia non stabilizzate, deserti salati, solonchak e deserti di argilla (takyr) sono tipici della regione. Le acque sotterranee, con una profondità compresa tra 0,3 e 2,0 m, sono spesso altamente mineralizzate. La temperatura media annuale è di 15,4 °C. Le precipitazioni annuali si aggirano intorno ai 150 mm; il periodo privo dal gelo dura 260 giorni. Le saline, spesse da 30 a 40 cm, sono spesso completamente prive di vegetazione e presentano superfici lisce ricoperte di sale che brillano alla luce del sole. Gli altopiani sono occupati da massicci di sabbia stabilizzata.
A sud della depressione caspica, in Turkmenistan, si trova il delta del fiume Atrek - l'unico fiume che si getta nel Caspio provenendo da est; gran parte delle sue acque vengono utilizzate per l'irrigazione, quindi solo quando è in piena riesce effettivamente a raggiungere il mare. Il clima nella regione dell'Atrek è più mite di quello a nord e viene classificato come subtropicale; la temperatura media annuale è di 17,1 °C e le precipitazioni annuali sono di 187 mm. Un lungo periodo privo di gelo (271 giorni) consente la coltivazione di colture quali l'olivo, il fico, il melograno e la palma da dattero.
Durante il Cenozoico, l'area oggi occupata dal mar Nero e dal Caspio era occupata dal bacino pontico-caspico, collegato al Mediterraneo. Le fluttuazioni del livello dell'antico mar Caspio nel Neogene determinarono la moderna geologia della regione. Nel Pliocene medio il mare si ritirò e solo due piccoli laghi rimasero come relitti dell'antico mare Pontico. Nel Pliocene superiore sulla superficie dell'attuale Turkmenistan si andò espandendo il cosiddetto mare Akchagyliano, in seguito ritiratosi verso la fine del Pliocene. I processi di inaridimento e di erosione continuarono nel Quaternario, così come le continue fluttuazioni del livello del mare e la formazione dei rilievi eolici. Con l'emersione di nuove terre, la flora litoranea dette origine a diversi tipi di xerofite. Nel periodo quaternario due grandi fiumi, l'Amu Darya e l'Uzboy, si gettavano nel mar Caspio; in seguito, tuttavia, il secondo scomparve e il primo mutò il suo corso per confluire nel lago d'Aral.

## Flora

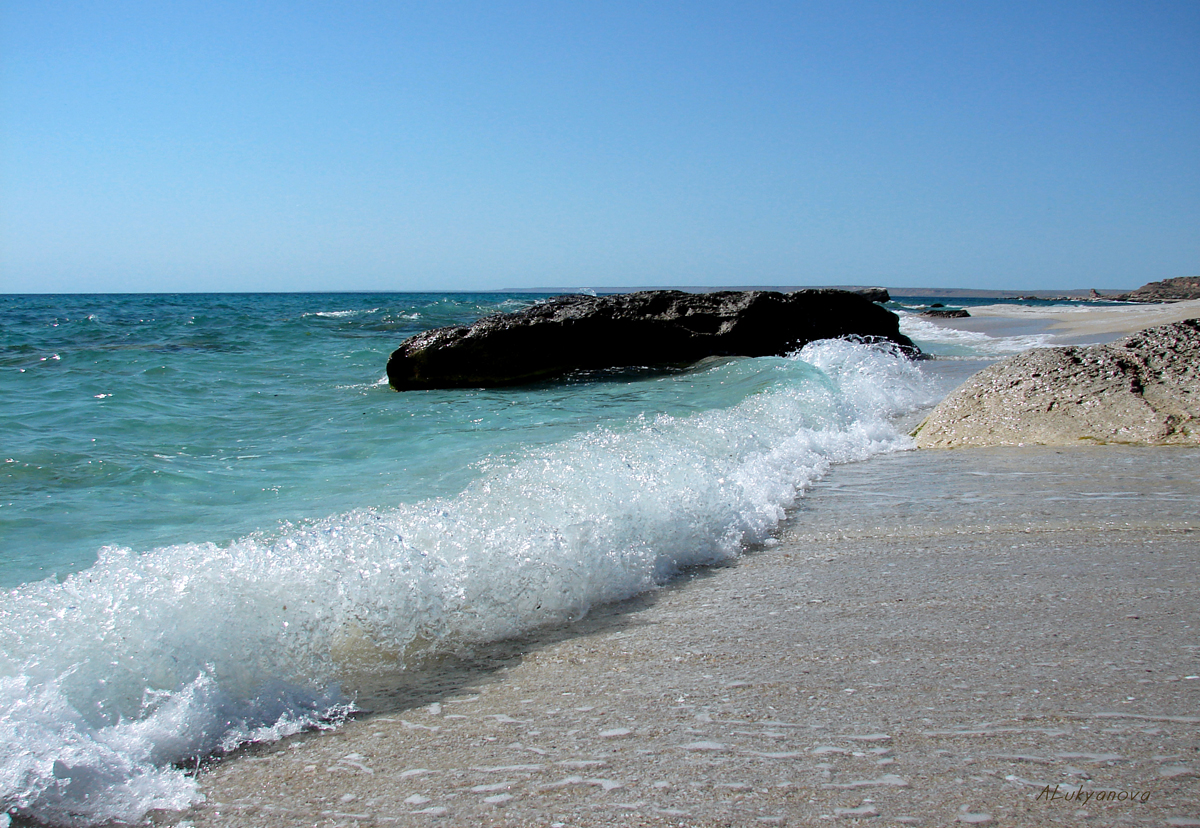
Le sponde del Caspio presso Aktau.

Sebbene in Turkmenistan la vegetazione del deserto costiero sia notevolmente impoverita, essa consiste di alofile (piante resistenti al sale) altamente specializzate rappresentate da arbusti e semi-arbusti come varie artemisie (Artemisia), tetyr (Caroxylon gemmascens), kevreik (Salsola orientalis), boyalych (S. arbuscula), biyurgun (Anabasis salsa), sarsazan (Halocnemum strobilaceum), Halostachys, Ceratocarpus, Nitraria e Kalidium. La vegetazione erbacea è rappresentata da specie di Aristida, Peganum, Agropyron, Anisantha ed Eremopyrum. Una delle formazioni di piante alofile più frequenti è quella dominata dal tetyr (Caroxylon gemmascens), un arbusto di 30-50 cm, associata ad una bassa diversità di specie e ad una scarsa copertura. I solonchak sono talvolta occupati esclusivamente da sarsazan (Halocnemum strobilaceum).
Nella parte settentrionale dell'ecoregione, in Russia, molte piante rare ed endemiche sono associate alle comunità intra-zonali del delta del Volga e alle foreste rivierasche del delta del Samur. Le dune di Sarykum costituiscono un rifugio unico per la flora adattatasi alle sabbie mobili degli antichi deserti dell'Asia centrale. Tra le rare piante acquatiche del delta del Volga ricordiamo Aldrovanda vesiculosa e Nelumbo nucifera. Nel delta del Samur si trovano circa 11 specie di piante, delle quali alcune formano una peculiare foresta di rampicanti risalente al periodo cenozoico.

## Fauna
Tra i mammiferi tipici del settore settentrionale di questa ecoregione figurano il cinghiale (Sus scrofa), la lontra (Lutra lutra), la donnola (Mustela nivalis), la lepre europea (Lepus europaeus), il coniglio selvatico (Oryctolagus cuniculus), l'ondatra (Ondatra zibethicus), molti roditori semi-deserticoli e due specie introdotte dall'America divenute abbastanza comuni: la nutria (Myocastor coypus) e il procione (Procyon lotor). In Turkmenistan, i mammiferi più comuni del deserto sono roditori (citelli, gerbilli, gerboa, topi, istrici indiane), ricci dalle orecchie lunghe (Hemiechinus), la lepre di Tolai (Lepus tolai), lo sciacallo dorato (Canis aureus), la volpe (Vulpes vulpes), la volpe corsac (V. corsac), la donnola (Mustela nivalis), la puzzola delle steppe (M. eversmanii), la puzzola marmorizzata (Vormela peregusna), il tasso del miele (Mellivora capensis), il tasso (Meles meles), il gatto selvatico (Felis silvestris), il gatto delle sabbie (F. margarita), il caracal (Caracal caracal) e la saiga (Saiga tatarica). Nella zona settentrionale del Caspio vivono tre popolazioni di saiga: la popolazione di Ustyurt (tra il Caspio e il lago d'Aral), quella di Guriev (nell'area tra i fiumi Volga e Ural) e quella della Calmucchia. La maggior parte di esse si concentra nella parte meridionale della provincia di Astrachan'. Da quando la caccia alla saiga è stata messa al bando (nel 1991) il numero di esemplari è risalito a 300 000 capi. Le saighe possono migrare anche per 300-500 km. Recenti migrazioni invernali verso la costa sono state osservate solo nella popolazione di saighe stanziata tra i fiumi Volga e Ural.
Lungo il corso inferiore del fiume Atrek e nell'area del suo delta troviamo la lontra (Lutra lutra), il gatto della giungla (Felis chaus), il cinghiale (Sus scrofa), due specie di tartaruga (Emys orbicularis, Mauremys caspica) e il serpente Dolichophis schmidti. Fino agli anni '50 l'area era popolata anche dalla tigre del Caspio (Panthera tigris virgata), ma oggi questo imponente felino è completamente scomparso. Altri grandi mammiferi scomparsi dalla regione sono la gazzella gozzuta (Gazella subgutturosa), il leopardo (Panthera pardus) e il ghepardo (Acinonyx jubatus).
La foca del Caspio (Pusa caspica) è una specie endemica di questa ecoregione che effettua migrazioni stagionali da una parte all'altra di questo mare interno a seconda delle dinamiche correlate alla riproduzione, alla muta e all'alimentazione. È l'unica specie di foca che si riproduce sia sui banchi di ghiaccio (nella parte settentrionale del Caspio, in gennaio-febbraio) che sulla terraferma (sulle isole al largo della costa del Turkmenistan). Sull'isola di Ogurja si possono radunare fino a 10 000 esemplari durante il periodo riproduttivo. Questa specie è sempre stata un bersaglio dei cacciatori, specialmente lungo le coste centrali e settentrionali del Caspio. Fortunatamente, nel 1997-98, la caccia alla foca è stata dichiarata illegale in tutti i paesi che si affacciano su questo mare.
Le zone costiere del mar Caspio costituiscono un vero «paradiso degli uccelli» che ospita un gran numero di specie di gabbiani, sterne e anseriformi. Le coste settentrionali (in particolare il delta del Volga), nord-orientali e orientali del mar Caspio si trovano lungo un'importante rotta migratoria tra l'Europa e l'Asia. Decine di milioni di uccelli migratori sorvolano l'area due volte l'anno e centinaia di migliaia vi nidificano. Molti uccelli rimangono qui per l'inverno e si ritiene che nella riserva di Hazar sverni una popolazione di oltre 600 000 anseriformi. La folaga comune (Fulica atra) è una specie svernante particolarmente comune: nella sola riserva di Hazar trascorrono l'inverno oltre 200 000 esemplari. Altre specie svernanti comuni sono il quattrocchi comune (Bucephala clangula), la moretta codona (Clangula hyemalis), il cigno reale (Cygnus olor), il cigno selvatico (C. cygnus), il fenicottero maggiore (Phoenicopterus roseus), l'oca selvatica (Anser anser), il germano reale (Anas platyrhynchos), le alzavole e alcune anatre tuffatrici. Per i fenicotteri, il litorale del Turkmenistan costituisce il più importante luogo di svernamento dell'Asia centrale. Il 25% della popolazione mondiale di beccapesci (Thalasseus sandvicensis) nidifica sulle isole della riserva di Hazar. Il gabbiano di Pallas (Ichthyaetus ichthyaetus) è ancora comune sulle rive del Caspio, ma il suo numero è in diminuzione. Tra i rapaci figurano tre specie di aquila (Haliaeetus albicilla, Aquila heliaca, Circaetus gallicus).
Tra le specie di rettili proprie dei deserti del bassopiano turanico che è possibile trovare qui ricordiamo la testuggine delle steppe asiatica (Testudo horsfieldii), l'Elaphe quatuorlineata, l'agama testa di rospo (Phrynocephalus reticulatus), l'eremia Eremias arguta e il geco Alsophylax pipiens; tra le dune sabbiose vive il geco scinco (Teratoscincus scincus). Tra gli invertebrati più comuni figurano varie specie di coleotteri deserticoli (Tenebrionidae, Scarabaeidae, Carabidae, Curculionidae), scorpioni (Mesobuthus eupeus, M. caucasicus, Orthochirus scrobiculosus) e numerosi ragni del deserto (Artema transcaspica, Dysdera aculeata, Oecobius nadiae, Latrodectus tredecimguttatus, Argiope lobata, Hogna alticeps, Herpyllus proximus, Pseudicius cinctus, Yllenus bajan).
Molte specie animali rare ed endemiche figurano sulla lista rossa della IUCN o in quella dei paesi su cui si estende questa ecoregione: il tasso del miele (Mellivora capensis), la lontra (Lutra lutra, presente anche con la sottospecie seistanica nella valle del fiume Atrek), la volpe corsac (Vulpes corsac), il caracal (Caracal caracal), l'onagro (Equus hemionus), la gazzella gozzuta (Gazella subgutturosa), l'urial (Ovis orientalis), l'avvoltoio monaco (Aegypius monachus), l'aquila imperiale (Aquila heliaca), il biancone eurasiatico (Circaetus gallicus), il grillaio (Falco naumanni) e il varano del deserto (Varanus griseus). Una specie di rettile molto comune è la testuggine delle steppe asiatica (Testudo horsfieldii), che figura nella lista rossa della IUCN.
Tra le aree costiere e deltizie di questa ecoregione che godono di protezione speciale vi sono la riserva di Astrachan' in Russia e quella di Hazar (già riserva di Krasnovodsk) in Turkmenistan. La riserva della biosfera di Astrachan', situata nella parte inferiore del delta del Volga, rappresenta una zona umida di importanza internazionale. Essa venne istituita nel 1919 e protegge 30 specie di mammiferi e circa 230 specie di uccelli. Circa il 60% della superficie della riserva di Hazar è ricoperta dalle acque del mar Caspio, ma essa include anche gli ecosistemi d'acqua dolce del delta dell'Atrek e i laghi di Maloe e Bolshoe Delili. La riserva venne istituita nel 1932 per proteggere un vasto sito di svernamento per gli uccelli acquatici. Essa ospita 50 specie di mammiferi, quasi 300 specie di uccelli (di cui 50 nidificanti), 35 specie di rettili e 30 specie di pesci.
Con una superficie totale di 400 000 km², il mar Caspio è il più grande specchio d'acqua interno del mondo. La biodiversità dei suoi ambienti si deve alla sua storia e al lungo periodo di isolamento, che ha consentito una quantità di tempo sufficiente ai processi di speciazione. Il numero dei taxa acquatici endemici è superiore a 400. Di 124 specie di molluschi, 119 sono endemiche o subendemiche. Vi sono 115 specie di pesci, di cui molte anadrome che dal mar Caspio risalgono i fiumi per deporre le uova. L'endemica foca del Caspio (Pusa caspica) è una delle due sole foche d'acqua dolce esistenti (l'altra vive nel lago Baikal). Il litorale offre molti siti importanti per un gran numero di uccelli nidificanti e migratori.
Il Caspio è separato dagli altri mari dall'ultimo periodo glaciale. Non solo ha conservato la ricca flora e fauna del tardo Cenozoico, ma è stato raggiunto anche da introduzioni successive, in particolare di specie provenienti dalle acque dolci. Il mar Caspio ospita un gran numero di specie endemiche di fauna. Esso è considerato una regione zoogeografica a parte a causa della diversità, della specificità e degli endemismi della sua fauna. La maggior parte dei pesci endemici del Caspio appartengono alla famiglia delle aringhe e dei pesci gatto, senza dimenticare sette specie o sottospecie di storioni. Il Caspio è l'unico luogo al mondo in cui lo storione viene pescato su scala commerciale: ben il 90% del totale complessivo viene pescato qui. Tra i molluschi del Caspio, 119 specie endemiche e subendemiche appartengono a due famiglie di Bivalvi (Dreissenidae e Cardiidae) e a sette famiglie di Gasteropodi.

## Popolazione
La popolazione umana della depressione caspica è distribuita in modo disomogeneo e generalmente poco densa, riflettendo le condizioni ambientali aride e spesso ostili dell'ecoregione. I principali insediamenti si concentrano lungo le coste e le foci dei grandi fiumi (in particolare Volga e Ural), nelle vicinanze dei delta e delle zone umide, e nei pressi delle città portuali, dei centri industriali e delle aree di estrazione petrolifera e del gas.
Le città principali includono Astrakhan' (Russia), Atyrau e Aktau (Kazakistan), Türkmenbaşy (Turkmenistan) e, più a sud, alcuni centri urbani della regione iraniana del Gilan e del Mazandaran, che tuttavia sono collocati in zone più umide rispetto al deserto costiero vero e proprio. La presenza di porti e infrastrutture energetiche ha incentivato la crescita di insediamenti anche in aree tradizionalmente poco popolate.
Le comunità locali praticano, secondo le condizioni ambientali, attività quali la pesca (in particolare lungo le rive settentrionali e nei delta), la pastorizia nomade (cammelli, ovini e caprini), l'allevamento stanziale nelle oasi e nei villaggi, la coltivazione di ortaggi, cereali e foraggi nei pochi territori irrigabili, e l'estrazione di sale, petrolio e gas. La raccolta di canne, la caccia e la produzione di caviale (in particolare da storioni) rivestono ancora un ruolo economico e culturale significativo in alcune zone costiere e deltizie.
Nelle aree più aride e salmastre, l'insediamento umano è molto sporadico: si tratta per lo più di piccoli villaggi di allevatori, pescatori e lavoratori dell'industria estrattiva o di stazioni temporanee legate alle attività stagionali. La pressione antropica è generalmente concentrata nei pressi dei corsi d'acqua, nelle oasi e lungo le principali rotte commerciali o energetiche, mentre vaste aree di deserto sabbioso, solonchak e dune restano scarsamente abitate.
A partire dall'epoca sovietica, numerose città e centri industriali sono sorti attorno alle attività minerarie, petrolifere e di trasformazione, con una crescita demografica relativamente rapida nelle aree con infrastrutture moderne, porti, strade e ferrovie, specialmente in Kazakistan e Turkmenistan. Tuttavia, i cambiamenti economici e ambientali degli ultimi decenni (siccità, salinizzazione, riduzione delle risorse ittiche, inquinamento e declino della pesca) hanno favorito in alcuni casi un declino delle comunità rurali tradizionali e un incremento delle migrazioni verso le città o fuori dalla regione.
L'importanza strategica della depressione caspica – legata alle sue risorse energetiche, alle vie di comunicazione e al ruolo di crocevia tra Asia ed Europa – continua a incidere sugli equilibri umani e sulle dinamiche insediative di un'area che rimane tra le più peculiari e meno densamente popolate dell'Eurasia.

## Conservazione
L'inquinamento da petrolio è una delle più grandi minacce per questa ecoregione. La parte settentrionale del mar Caspio contiene riserve di 3-3,5 miliardi di tonnellate di petrolio e 2-2,5 trilioni di metri cubi di gas naturale.
In Kazakistan, le regioni occidentali di Atyrau e Mangystau che si affacciano sul mar Caspio sono importanti produttrici di petrolio e gas naturale, con una produzione in rapido aumento.